# Xe điện Quận Cam

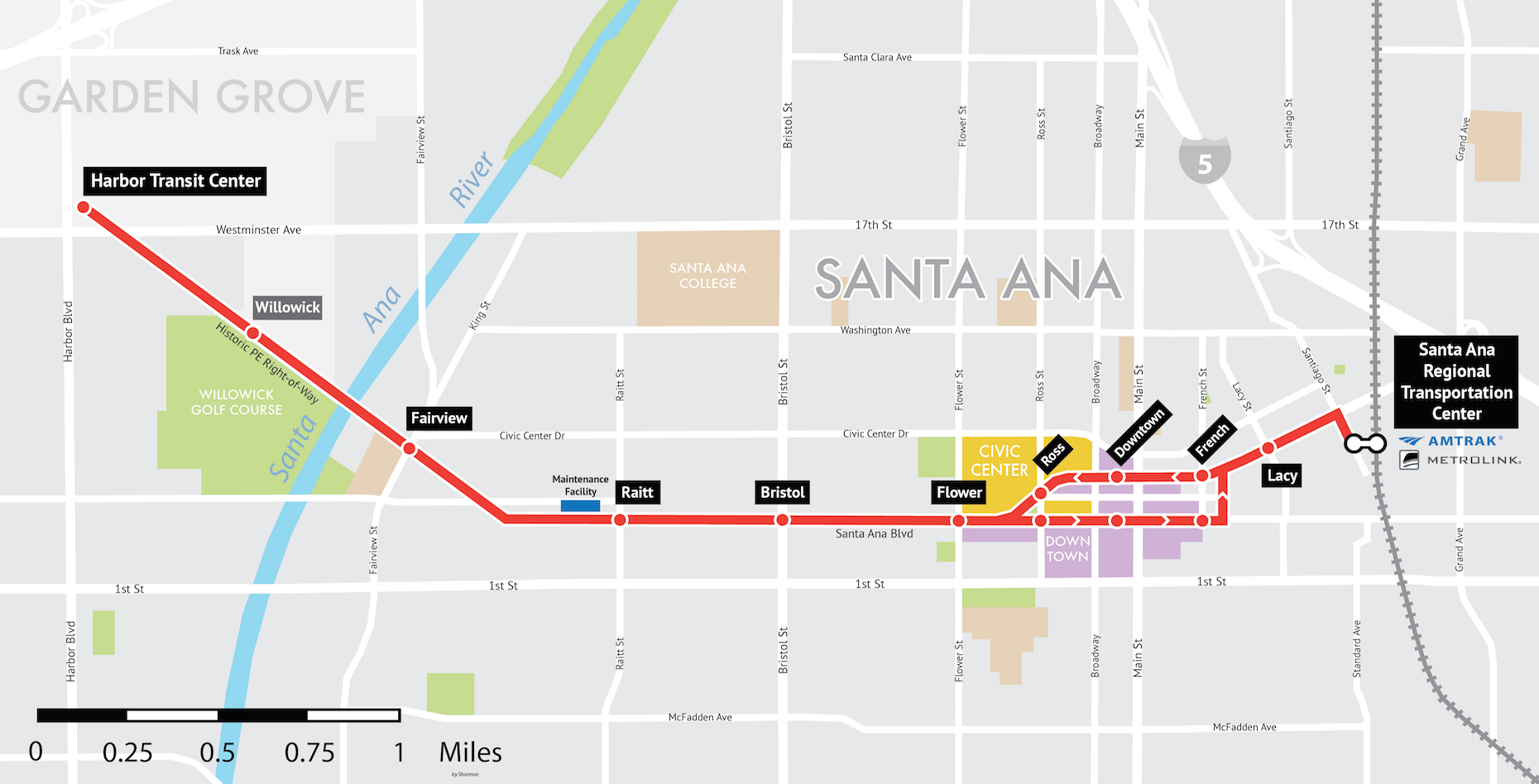
Tuyến đường xe điện OC theo kế hoạch sẽ hoàn tất 2022

Xe điện Quận Cam hay Xe điện OC (OC là viết tắt Orange County) là tuyến xe điện  do sở Sở Giao thông Quận Cam điều hành chạy trên mặt đường từ ga xe lửa Santa Ana đến ngã tư đại lộ Harbor và thông lộ Westminster thuộc Garden Grove, tức giáp với khu Little Saigon nơi nhiều cơ sở thương mại của người Việt tập trung ở Quận Cam. Tuyến đường này đã khởi công từ 30 Tháng 11, 2018, dự tính đến 2022 thì hoàn tất và đưa vào phục vụ hành khách.
Chiều dài tuyến đường là 4,15 dặm (6,68 km) với 12 trạm, có hai làn đường rầy để hai hướng đi và về đều thông. Ước tính giá vé sẽ đồng hạng như vé xe buýt.